# Goldendale
Goldendale é uma cidade localizada no estado norte-americano de Washington, no Condado de Klickitat.

## Demografia
Segundo o censo norte-americano de 2000, a sua população era de 3760 habitantes.
Em 2006, foi estimada uma população de 3759, um decréscimo de 1 (0.0%).

## Geografia
De acordo com o United States Census Bureau tem uma área de
6,1 km², dos quais 6,1 km² cobertos por terra e 0,0 km² cobertos por água. Goldendale localiza-se a aproximadamente 499 m acima do nível do mar.

## Localidades na vizinhança
O diagrama seguinte representa as localidades num raio de 24 km ao redor de Goldendale.